# Provincia de Cuando
Cuando es una provincia de Angola. Fue creada el 5 de septiembre de 2024 a partir de la parte oriental de la provincia de Cuando Cubango. Su capital es Mavinga.

## Geografía y clima
Cuando limita con las provincias angoleñas de Cubango al oeste y Moxico al norte. También limita con la provincia occidental de Zambia al este y con las regiones namibias de Zambeze y Kavango Oriental al sureste y sur, respectivamente. La provincia está bañada por los ríos Cubango y Cuando. El Cubango forma parte de la frontera de la provincia con Namibia, y su afluente, el río Cuito, forma gran parte de la frontera de la provincia con la provincia de Cubango. El río Cuando discurre a lo largo o cerca de gran parte de las fronteras de la provincia con la provincia de Moxico y Zambia.
Los parques nacionales de Luengue-Luiana y de Mavinga se encuentran en la provincia. Ambos parques forman parte del área de conservación Kavango-Zambeze, el área protegida transfronteriza terrestre más grande del mundo. La zona norte de la provincia pertenece a la ecorregión de bosques secos de miombo, mientras que la zona sur se encuentra en la ecorregión de la sabana arbolada de teca del Zambeze.
El clima de Cuando varía de tropical en el norte a semiárido en el sur. La precipitación anual oscila entre 1200 mm (47 pulgadas) en el norte y 600 mm (24 pulgadas) en el sur.

## Historia
Desde al menos 2016, se ha propuesto dividir Cuando Cubango, anteriormente la segunda provincia más grande de Angola en términos de superficie, en dos provincias más pequeñas. El 14 de agosto de 2024, la Asamblea Nacional de Angola aprobó una ley para crear tres nuevas provincias, incluyendo la división de Cuando Cubango en las provincias de Cuando y Cubango. Esta ley entró en vigor con su publicación en el Diario Oficial de Angola el 5 de septiembre de 2024.

## Administración
Cuando se divide en los municipios de Cuito Cuanavale, Dima, Dirico, Luengue, Luiana, Mavinga, Mucusso, Rivungo y Xipundo. Cuito Cuanavale se subdivide además en las comunas de Cuito Cuanavale y Lupire; Dima se subdivide en las comunas de Cunjamba y Cutuile; y Dirico se subdivide en las comunas de Dirico y Xamavera.
El primer gobernador de Cuando es Lúcio Gonçalves Amaral, designado en diciembre de 2024.

## Demografía
Las antiguas comunas que ahora conforman el territorio de Cuando reportaron una población combinada de 98.419 habitantes en el censo angoleño de 2014. En Cuando se hablan varios idiomas, siendo el nganguela el más común.

## Economía
La principal actividad económica en Cuando es la cría de ganado vacuno, caprino y ovino. Las carreteras de la provincia se encuentran en mal estado desde el final de la guerra civil angoleña, y la falta de infraestructura de transporte impide el desarrollo económico de la provincia.